# Cantone di Valence
Il Cantone di Valence è una divisione amministrativa dell'arrondissement di Castelsarrasin.
A seguito della riforma complessiva dei cantoni del 2014 è passato da 11 a 17 comuni.

## Composizione
Prima della riforma del 2014 comprendeva i comuni di:
- Castelsagrat
- Espalais
- Gasques
- Golfech
- Goudourville
- Lamagistère
- Montjoi
- Perville
- Pommevic
- Saint-Clair
- Valence-d'Agen

Dal 2015 comprende i comuni di:
- Boudou
- Bourg-de-Visa
- Brassac
- Castelsagrat
- Espalais
- Gasques
- Golfech
- Goudourville
- Lamagistère
- Montjoi
- Perville
- Pommevic
- Saint-Clair
- Saint-Nazaire-de-Valentane
- Saint-Paul-d'Espis
- Saint-Vincent-Lespinasse
- Valence-d'Agen